# Syzygium obliquinervium
Syzygium obliquinervium là một loài thực vật có hoa trong Họ Đào kim nương. Loài này được (Elmer) Merr. miêu tả khoa học đầu tiên năm 1951.